# Église russe Sainte-Élisabeth de Wiesbaden
Pour les articles homonymes, voir Église Sainte-Élisabeth.
L'église Sainte-Élisabeth est une église orthodoxe située à Wiesbaden dans le quartier de Neroberg. Elle se trouve sous la juridiction de l'Église orthodoxe russe hors frontières, en communion avec l'Église orthodoxe de Russie depuis 2007, et fait partie du diocèse de Berlin. Un cimetière russe construit en même temps se trouve à proximité.

## Histoire
L'église Sainte-Élisabeth a été construite par le duc Adolphe de Nassau, après la mort en couches de sa femme, née grande-duchesse Élisabeth Mikhaïlovna de Russie (1826-1845) nièce de l'empereur Nicolas Ier. Elle mourut en donnant naissance à une fille qui ne survécut pas. Fou de douleur, le duc fit construire cette église pour abriter la dépouille de la défunte.
L'architecte Philipp Hoffmann, qui avait étudié en Russie, fut chargé du projet et l'église fut consacrée le 25 mai 1855, sous le patronage de sainte Élisabeth, cousine de la Vierge Marie et mère de saint Jean-Baptiste. Les cercueils de la mère et de son enfant qui reposaient dans la crypte de l'église Saint-Boniface furent solennellement transportés dans la crypte de la nouvelle église pour y être inhumés. L'iconostase est l'œuvre de Carl Timoleon von Neff.
L'église servit de paroisse à une communauté de fidèles déjà existante et formée surtout d'aristocrates russes en villégiature à Wiesbaden et de leur suite. Nicolas II de Russie y est venu prier avec sa jeune épouse. La paroisse prit de l'importance avec l'arrivée des émigrés blancs après la révolution de 1917 et dans les années 1920 qui fuyaient leur pays et son régime bolchévique.
Les marbres et les fresques de l'intérieur ont été restaurés en 1990 et la crypte en 2002-2005. L'église a deux entrées, l'une au sud (originellement pour les princes), surplombée par un médaillon de sainte Élisabeth, qui a été scellée à jamais après l'assassinat de Nicolas II, et l'autre à l'ouest surplombée d'un médaillon de sainte Hélène. Un médaillon représentant l'Archange saint Michel se trouve sur le mur est. Ces deux saints étaient les patrons des parents de la défunte.

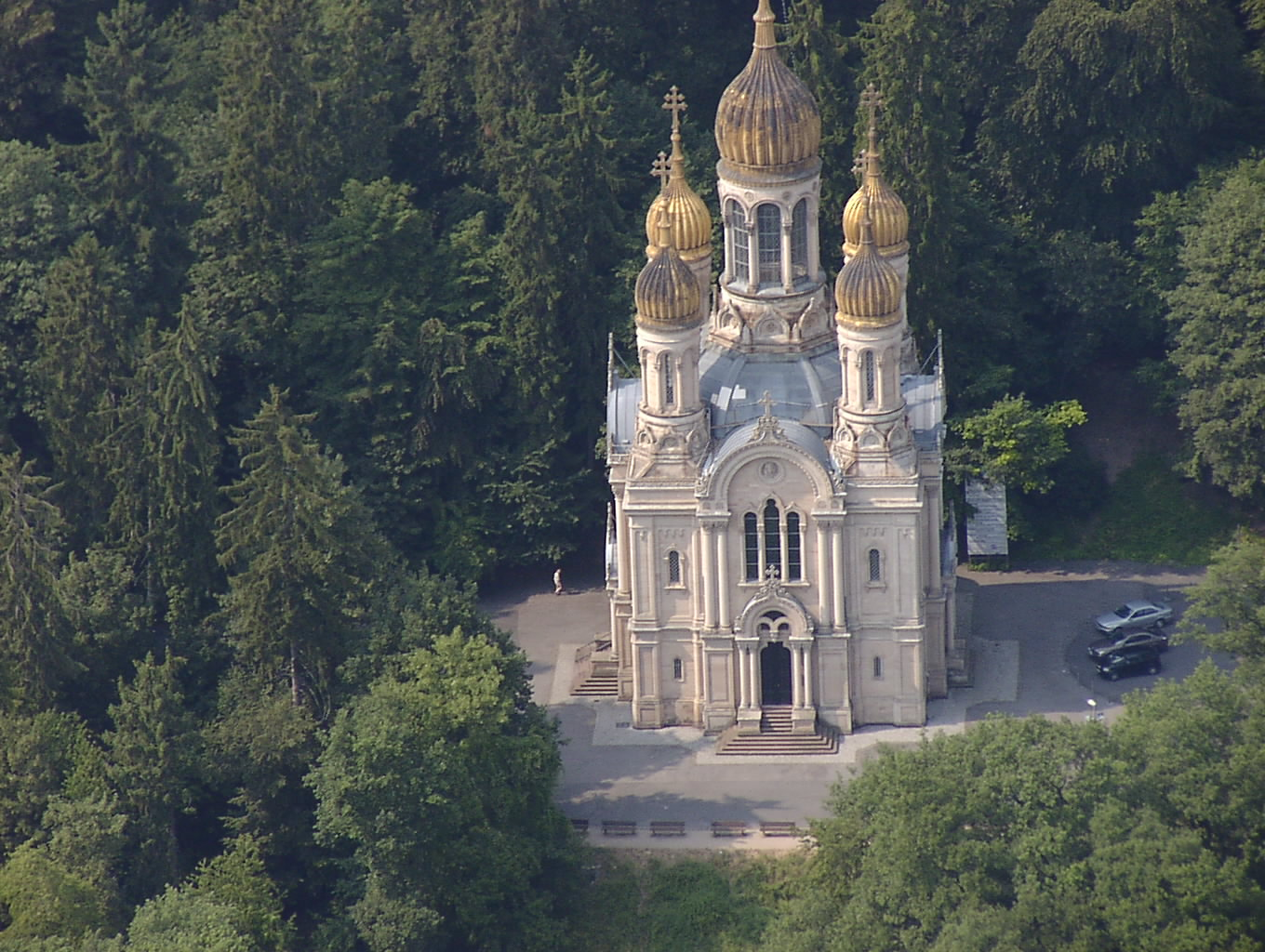
Photo aérienne de l'église
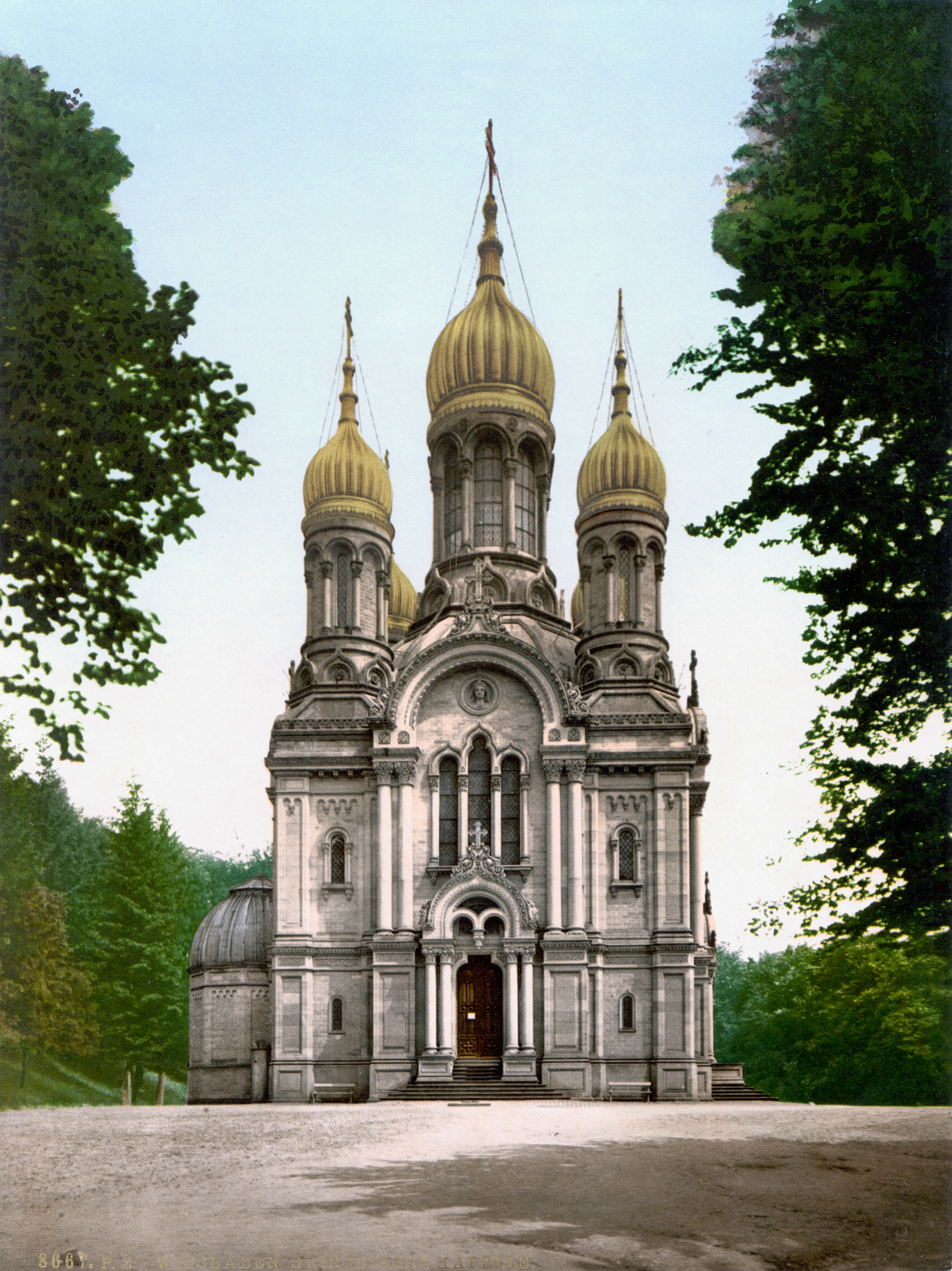
L'église Sainte-Élisabeth vers 1900
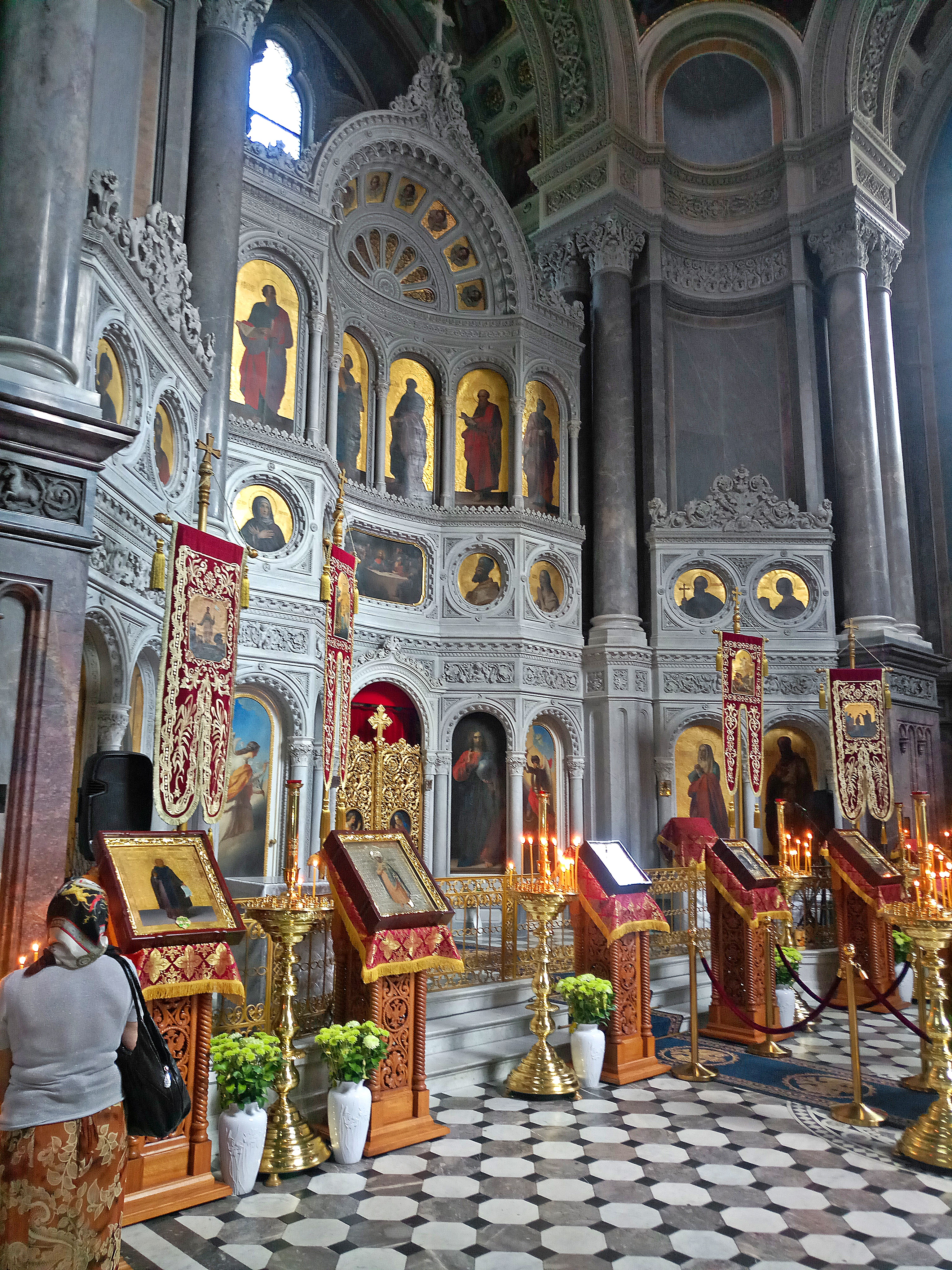
Intérieur.